# ISO/IEC 18000
ISO/IEC 18000 és una normativa internacional (creada per l'IEC i l'ISO) que especifica els sistemes de comunicació mitjançant la tecnologia RFID, acrònim anglès d'identificació per ràdiofreqüència. Està dividida en diferents parts i cadascuna d'aquestes parts empra una freqüència específica. La darrear vesió de la norma es pot esbrinar aquí

## Parts de la norma

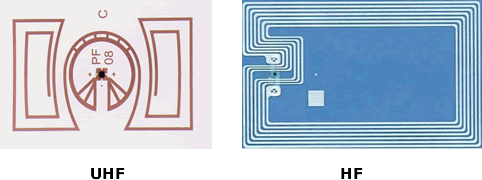
Fig.1 Exemples de tags RFID

La norma ISO/IEC 18000 es compon de les següents parts : 
- Part 1 : arquitectura de referència i definició de paràmetres.[5]
- Part 2 : paràmetres per a comunicacions amb freqüències per sota de 135 KHz.[6]
- Part 3 : paràmetres per a comunicacions amb freqüències a 13,56 MHz.[7]
- Part 4 : paràmetres per a comunicacions amb freqüències a 2,45 GHz.[8]
- Part 6 : paràmetres per a comunicacions amb freqüències de 860 MHz a 960 MHz.[1]
  - Part 61 : paràmetres per a comunicacions amb freqüències de 860 MHz a 960 MHz tipus A.[9]
  - Part 62 : paràmetres per a comunicacions amb freqüències de 860 MHz a 960 MHz tipus B.[10]
  - Part 63 : paràmetres per a comunicacions amb freqüències de 860 MHz a 960 MHz tipus C.[11]
  - Part 64 : paràmetres per a comunicacions amb freqüències de 860 MHz a 960 MHz tipus D.[12]
- Part 7 : paràmetres per a comunicacions amb freqüències a 433 MHz.[13]